# Deca Piston Brake System
DPBS staat voor: Deca Piston Brake System.
Dit is een schijfremsysteem met tien remblokken van Suzuki-motorfietsen.  De machine had voor twee remklauwen met elk vier remblokken en achter een remklauw met twee remblokken. Samen tien, vandaar "deca". (Suzuki GSX 1100 R, 1989).
Ook wel DPS (Deca Piston System) genoemd.